# Corr Dome
Der King Dome ist ein 550 m hoher Eisdom an der Zumberge-Küste des westantarktischen Ellsworthlands. Er ragt im Osten des Fowler Ice Rise auf.
Das UK Antarctic Place-Names Committee benannte ihn 2020 nach dem britischen Glaziologen und Radaringenieur Hugh Corr, der von 1986 bis 2017 beim British Antarctic Survey an der Entwicklung von Techniken für geophysikalische Vermessungen aus der Luft, so unter anderem des Gamburzew-Gebirges, beteiligt war.